# Історія Екваторіальної Гвінеї
Історія Екваторіальної Гвінеї відзначена століттями колоніального панування Португальської, Британської та Іспанської колоніальних імперій, а також місцевих королівств.

## Доколоніальний час
Найпершими людьми, що оселились в материковій частині країни, були, ймовірно, пігмеї. Це сталося кілька тисяч років до н.е. Але вже у 1-му тис. н.е. на територію нинішньої Екваторіальної Гвінеї почали проникати племена мовної групи банту. Десь у 13 ст. н.е. банту заселили острів Біоко, до того незаселений. З цих переселенців сформувався народ бубі.

## Колоніальний період
Перші  з  відомих  європейців,  хто  відкрив  землі  Екваторіальної  Гвінеї,  були  португальці.   1471 р.  мореплавець   Фернан до По  відкрив  о.Біоко  та  назвав  його  Формоза (прекрасний).  Також  він  відкрив  узбережжя  Ріо Муні  та  острів  Кориско.  1472 р.  інші  португальські  мореплавці  відкрили  о.Аннобон.  Португалія  оголосила  острови  Біоко  та Аннобон  своїми  володіннями.  Однак   закріпитися  змогла  лише на  безлюдному  острові Аннобон,  бо  на  Біоко  народ  бубі  чинив  опір   колонізаторам.   Португалія  включила  острови  до  своєї  колонії  Сан-Томе.   На  Аннобон  завозились  африканські  раби  для  робіт  на  плантаціях.   Також   вивозились  раби  з  материкової  частини  країни  в  процесі  работоргівлі.   У  1778 р.   згідно   іспано-португальського   договору  острови  Фернандо-По (Біоко)  та  Аннобон  Португалія  віддала Іспанії.   Але  іспанці  володіли  ними  лише  кілька  років  (1778 - 1781)  і   покинули.
Потім   цими  землями   зацікавилась   Велика Британія.  1801 р.  вона  заволоділа  Аннобоном.  1827  вона  заклала  поселення  на  о.Біоко  та  почала  його  освоєння.   Однак  Іспанія   протестувала  проти  цього  і  висунула  свої  права.  1843  іспанці  захопили  о.Коріско,  а  1858  домоглися  від  Британії  передати  їм 
о.Фернандо-По.  Так  почалося  колоніяльне  правління  Іспанії  в  Екваторіальній  Гвінеї.   Спочатку  іспанці   встановили  свою  владу  на  о.Біоко,  придушивши  опір  бубі.   Острів  став  місцем   розведення  плантацій  какао,  що  стали  одними з  найбільших  виробників цього  продукту  у  світі.  Робітниками  на  плантаціях  були  як  бубі,  так  і  завезені  робітники  з інших  країн,  в  основному  з  британської  колонії Нігерія.     З  1885 р.  Іспанія  почала  підкорення  і  материкової  частини  країни (Ріо-Муні).  Це  вже  відбувалося  в  рамках  розподілу  Африки  згідно  домовленостей  Берлінської  конференції 1884-1885 років.  1900 р.  було  підписано  договір  Іспанії  з Францією  про кордони,  який  встановив   кордон  Іспанської  Гвінеї  з  французькими  володіннями (сучасний  Габон).
1926 р.  колонія  отримала  офіційну  назву  -  Іспанська Гвінея.   У  1959 р.   колонія  була  розділена  на  2  провінції:  Ріо Муні (материкову)  та  Фернандо-По (острівну),  куди  входили острови  Біоко  та Аннобон.  1964 Іспанія,  беручи  приклад  з  інших  колоніальних  країн,  таких як Франція  і Велика Британія,  надала  Іспанській  Гвінеї  самоврядування.   Але,  оскільки  Іспанія  не  була  на  той  час  демократичною  країною  (диктатура  Франсіско Франко),  вона  не  заклала  демократичних  інститутів  в  Екваторіальній Гвінеї.

## Незалежність
12 жовтня 1968 р.   була  проголошена   незалежна  Республіка Екваторіальна Гвінея.   Після  цього  в  новій  незалежній  країні  ще  залишалося  іспанське  населення  та  війська  згідно  з  умовами  надання  незалежності.   Першим  президентом  держави  став  Франсиско Масіас Нгема,  предстаник  материкового  народу  фанґ.  Як  виявилось  пізніше,  це  була  людина  з  певними  психічними  відхиленнями.  5 березня 1969 р.  в  країні  відбулася  спроба  державного  перевороту  з  метою  усунення  президента  від  влади.  Але  вона  провалилась.  Президент  Нгема  звинуватив  Іспанію  в  підготовці  перевороту  і  зажадав  виведення  з  країни  іспанських  військ.  У  квітні  цього ж  року  Іспанія  вивела  свої  війська і  більшість  поселенців  з  Екваторіальної  Гвінеї.   Після   цього  в  країні  встановилась   жорстка  диктатура  президента  Нгеми  (1969 - 1979 роки).   Вона  ввійшла  в  історію   як  одна  з  найкривавіших.   1970  правляча  партія - Єдина національна партія трудящих  була оголошена  єдиною дозволеною,  всі інші заборонені.  1972 р.  Нгема  був  проголошений  довічним  президентом.  Під  приводом  боротьби  з  колоніяльним  минулим  проводилася  націоналізація  всіх  іноземних  підприємств,   в   результаті  чого  іноземні  підприємці  і  робітники  покинули  країну.   Економіка  занепала.   Президент  Нгема  з  допомогою  своєї  поліції  тероризував  населення,  особливо  народ  бубі,  до  якого  мав  особисту   неприязнь.  Під  час  його  правління  загинула  або  втекла  з  країни  третина  всього населення. Під  кінець  свого  правління  Нгема   почав  шукати  союзників  в  особі  СРСР  та  інших  комуністичих  країн.
Кінець  жорстокому  правлінню  Нгеми   поклав  державний  переворот  3 серпня 1979 р.,  який  здійснив  його  родич  та  працівник  поліції  Теодоро Обіанг Нгема Мбасого  з   допомогою іноземних  найманців.   Після  швидкого  судового  процесу   перший  президент  був  засуджений  та  розстріляний,   а  Обіанг Нгема Мбасого  проголошений  новим  президентом.   Він  відновив  свободу  приватного  підприємництва   та  поновив  зв'язки  з  країнами Заходу.  У  січні  1992 р.  була  оголошена  амністія  емігрантам,  що  переслідувались  за  попереднього  режиму.  Частина з  них  повернулася  на  батьківщину.  Економіка  почала відновлюватись.  У  90-х  та 2000-х  роках  на  шельфі  Екваторіалної Гвінеї  відкрили  поклади  нафти  і газу  і  почали їх  видобуток.  Це  збагатило країну.  2012 р.  вона  приймала  Кубок африканських націй 2012  з  футболу.   Але  в  політичному  плані  країна  залишається  авторитарною   диктатурою,  президента  Обіанга  кожен  раз  переобирають  майже  зі  100‰  результатом.